# Église de la Sainte-Trinité de Baćevac
Pour les articles homonymes, voir Église de la Sainte-Trinité.
L'église de la Sainte-Trinité (en serbe cyrillique : Црква Свете Тројице ; en serbe latin : Crkva Svete Trojice) est une église orthodoxe serbe située dans le village de Baćevac en Serbie, dans la municipalité de Barajevo et sur le territoire de la ville de Belgrade. Construite en 1882, elle est inscrite sur la liste des monuments culturels protégés de la république de Serbie et sur la liste des biens culturels de la ville de Belgrade.

## Présentation
L'église de la Sainte-Trinité a été construite en 1882 près des ruines d'une église en bois datant de la première moitié du XIXe siècle ; elle est probablement due à l'architecte Dušan Živanović et est caractéristique du premier style néo-byzantin en Serbie.
L'édifice s'inscrit dans un plan cruciforme plutôt trapu et est surmonté de trois dômes qui soulignent architecturalement la dédicace à la Sainte Trinité ; celui qui s'élève au-dessus du narthex sert de beffroi. Les fenêtres allongées et les sculptures des montants du porche principal constituent la seule décoration des façades extérieures.
À l'intérieur, l'iconostase, de style néo-classique avec des motifs néo-baroques, a été sculptée à la fin du XIXe siècle et peinte par M. Marković en 1914.